# VAV
VAV (en hangul, 브이 에이브이; acrónimo de «Very Awesome Voice», «Voz muy fantástica» en inglés) fue una boy band surcoreana formada por la empresa A Team Entertainment (anteriormente conocida como AQ Entertainment) en Seúl. El grupo constaba de seis miembros, 5 coreanos y 1 chino : St. Van, Ace, Ayno, Jacob, Lou y Ziu. Debutaron el 31 de octubre de 2015 con el EP Under the Moonlight.

## Predebut
AQ Entertainment liberó imágenes teaser del grupo antes de que debutara, dando a conocer su concepto, mostrando un concepto sobrenatural enfocado, sobre todo alrededor el mundo de los vampiros; algo más oscuro, contando con 6 miembros: Jacob, ACE, Baron, Gyeoul, Xiao y St. Van. 
La misma empresa anunció que en su próximo comeback se uniría un séptimo integrante a VAV, ZeHan.

## Debut con su primer miniálbum "Under the Moonlight"
Se comenzó revelando videos teaser para el debut del grupo, debutando así el 31 de octubre en un concierto al aire libre, y el 2 de noviembre fue lanzado el MV al igual que su álbum, recibiendo buenas críticas y logrando así entrar a los charts.

## Segundo miniálbum parte 1 "Brotherhood"; salida de Xiao y ingreso de ZeHan
El 27 de abril se reveló la salida de Xiao (ya que su padre se encontraba delicado de salud), de esta forma VAV hará un regreso con 6 miembros. El 28 de Abril, por medio de sus redes sociales el grupo saco imágenes teaser para su primer comeback "Brotherhood", ahora como un grupo de 7 miembros, haciendo su debut ZeHan. El 9 de Mayo VAV reveló el MV mostrando un mundo futurista, donde los miembros son unos renegados que luchando contra el gobierno opresor.

## Regreso con su segundo miniálbum parte 2 "No Doubt"
El 31 de junio, el grupo reveló su agenda de regreso revelando todas las fechas de sus lanzamientos hasta su regreso oficial el 1 de julio. 
Después de un tema con un ritmo fuerte y animado, los chicos decidieron cambiar su estilo probando suerte con una balada; regresando entonces con "No Doubt", mostrando el potencial de sus voces, logrando dar un sabor diferente a su música el cual se diferenciaba de sus otros dos titles tracks.
El video musical es un regalo para la vista por su ambiente de ensueño. VAV comenzó sus promociones de "No Doubt" en varios programas musicales a partir del 2 julio con su aparición en "Music Core" de MBC.

## "Here I am" y salida de ZeHan
Poco después de "No Doubt" sacaron un nuevo sencillo titulado "Here I am", pero antes de que esto fuera posible ZeHan anunció que después de una reunión con el staff y sus compañeros saldría del grupo, para seguir con su carrera como actor.
"Here I am" es una canción pop, de medio tiempo con toques de hip hop y jazz, está siendo igualmente un regalo para sus aficionados, agradeciendo el apoyo de estas.

## Salida de Gyeoul
El 26 de enero de 2017, Gyeoul es el siguiente en informar que saldrá del grupo mediante las redes sociales Facebook, Twitter y Fancafé; con la decisión que este seguiría su propio camino como solista en el mundo musical. Por aquel entonces, apenas quedaban miembros originales, quedando solo 4 de ellos.

## Primer sencillo "Venus" y nuevos integrantes
El 5 de Febrero , VAV compartió su agenda de comeback que mostraba su próximo lanzamiento titulado "Venus", canción pop, con una base musical de trompeta y un ritmo animado; que estaba programado para salir el 18 de febrero a la media noche.  Su nuevo lanzamiento está producido por Ryan S. Jhun, quien ha participado en temas para otros artistas como Super Junior, SHINee, Taemin, Girls’ Generation, Taeyeon, Lee Hyori, I.O.I.
El 6 de febrero se anunció a uno de los nuevos miembros, YooHo ahora conocido como Ayno, este ya era conocido por el público por haber participado en el programa de supervivencia NO.MERCY; lo cual atrajo la atención del público, aumentando su fanbase.
El 7 de febrero se anunció otro de sus nuevos integrantes, Lou. El 8 de Febrero se reveló al último integrante que se uniría al grupo, Ziu; conocido por sus medidas perfectas y trabajos como modelo.

## Miembros

### Actuales
Según su perfil en Naver
- St.Van (세인트반) - Líder, bailarín y vocalista
- Baron (바론) - Vocalista y bailarín
- Ace (에이스) - Vocalista y bailarín
- Ayno (에이노) - Rapero y bailarín
- Jacob (제이콥) -Rapero y bailarín
- Lou (로우) - Rapero y bailarín
- Ziu (지우) - Maknae, vocalista y bailarín

### Anteriores
- Xiao (샤오)
- Zehan (제한)
- Gyeoul (겨울)